# Notoreas brephos
Notoreas brephos är en fjärilsart som beskrevs av Felder 1875. Notoreas brephos ingår i släktet Notoreas och familjen mätare. Inga underarter finns listade i Catalogue of Life.